# 静岡市立清水飯田小学校
静岡市立清水飯田小学校（しずおかしりつ しみずいいだしょうがっこう）は、静岡県静岡市清水区下野中にある公立小学校。

## 沿革
- 1873年（明治6年）
  - 2月 - 山原村外2ヶ村合併小学校設置。「第30学区小学校 尚友塾」と称する[1]。
  - 春 - 西久保新田1ヶ村併合小学校設置。「第31学区公立小学校 観水舎」と称する[1]。
- 1885年（明治18年）9月 - 「尚友塾」を「山原村外7ヶ村立 山切尋常小学校 分校」に改称する[1]。
- 1889年（明治22年）4月27日 - 飯田村設立により、「庵原郡飯田村立飯田尋常小学校」を設置[1]。
- 1915年（大正4年）4月1日 - 高等科併置により、「庵原郡飯田村立飯田尋常高等小学校」と改称[1]。
- 1941年（昭和16年）4月1日 - 「庵原郡飯田村立飯田国民学校」に改称[1]。
- 1947年（昭和22年）4月1日 - 6.3制教育実施、「庵原郡飯田村立飯田小学校」と改称[1]。
- 1954年（昭和29年）2月11日 - 清水市との合併により、「清水市立飯田小学校」と改称[1]。
- 1958年（昭和33年）
  - 1月1日 - 校旗制定[1]。
  - 3月17日 - 校歌制定[1]。
- 1979年（昭和54年）3月4日 - 開校90周年記念式挙行（PTA主催）[1]。
- 1989年（平成元年）2月12日 - 開校100周年記念式典[1]。
- 2003年（平成15年）4月 - 静岡市との合併に伴い、「静岡市立清水飯田小学校」に改称[1]。

## 通学区域
清水区

| - 飯田町 - 石川の一部 - 下野 - 下野北 - 下野町 - 下野中 - 下野西 | - 下野東 - 下野緑町 - 高橋三丁目の一部 - 蜂ヶ谷の一部 - 蜂ヶ谷南町 - 弥生町の一部 - 山原 |

## アクセス
- しずてつジャストライン山原梅蔭寺線 「飯田小学校入口」停留所から、徒歩1分